# 四首歌广场 (卡塔尼亚)

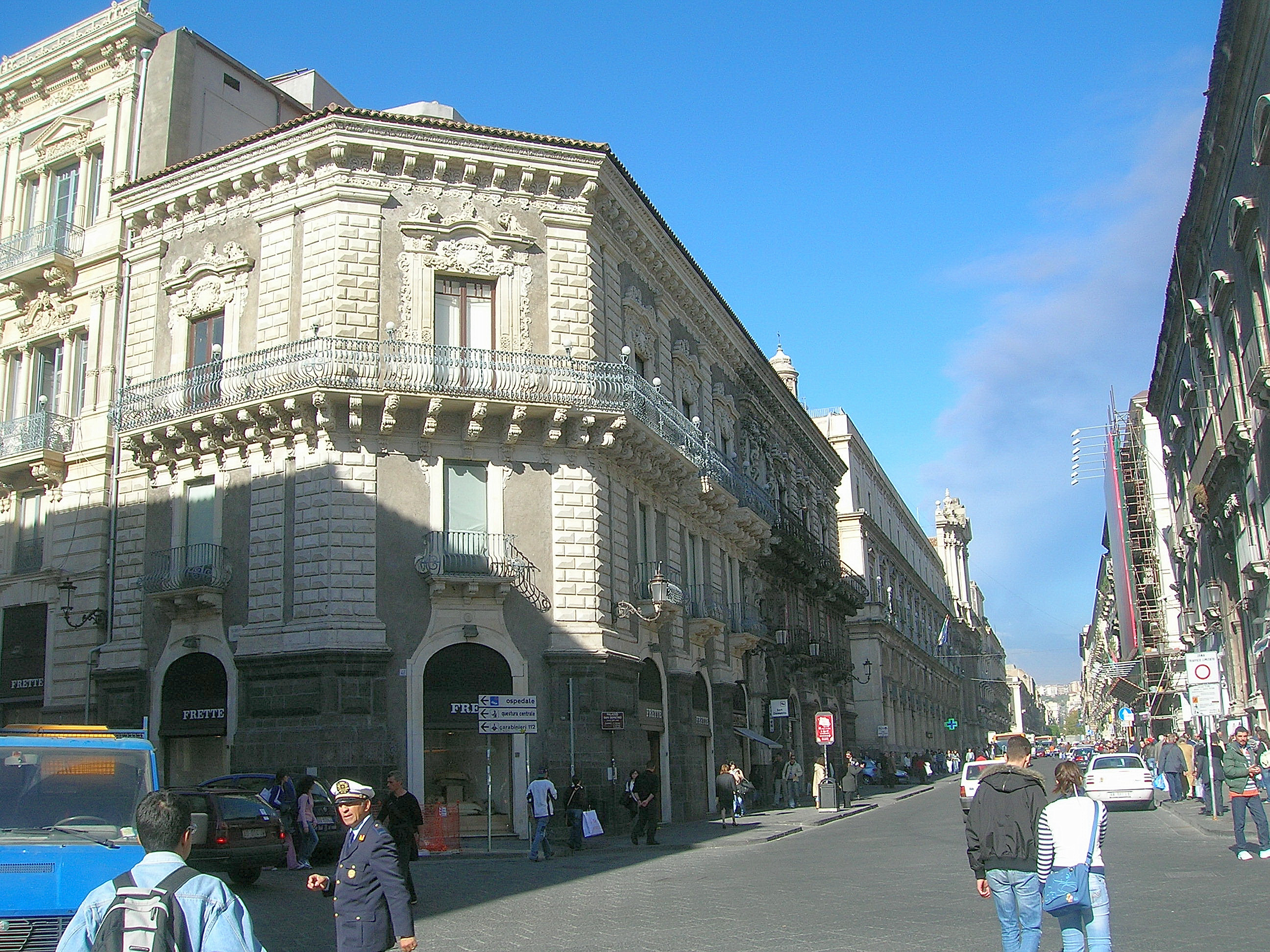
四首歌广场

四首歌广场（Quattro Canti）由埃特纳街与圣朱利亚诺街交汇形成。四个同样的有圆角的建筑物，形成一个八角形。 
这四个建筑物均为卡塔尼亚贵族的建筑，分别属于帕特诺侯爵（东南），帕特诺公爵（东北）、马萨家族的圣德梅特里奥宫（西北部）和小圣尼古拉修道院（西南）。
1860年夏天，朱塞佩·加里波第被波旁王朝释放后，在其中的一个阳台说出那句著名的“罗马或死亡！”